# New York Lizards
Die New York Lizards sind ein professionelles Lacrosse-Franchise in New York. Seit der Saison 2001 sind sie Mitglied in der Major League Lacrosse.  

## Geschichte
2001 spielten die Lizards ihre Heimspiele auf zwei verschiedenen Plätzen: dem Hofstra Stadium und dem EAB Park (heute: Bethpage Ballpark). In der Saison 2001 und 2002 spielten sie dann nur noch im Hofstra Stadium. Ab 2003 spielten die Lizards im 
Mitchel Athletic Complex, welcher in East Garden City, gelegen ist. 2009 kehrte man in das Hofstra Stadium zurück, dass 2002 in James M. Shuart Stadium umbenannt wurde. Die Lizards haben die Meisterschaft der American Division 2001, 2002 und 2003 gewonnen, wie auch den Titel der Major League Lacrosse in den Jahren 2001 und 2003.
Die Long Island Lizards gaben am 14. Dezember 2012 bekannt, dass das Franchise zukünftig den Namen New York Lizards tragen wird.

## Saisons
Die Lizards traten in der MLL von 2001 bis 2005 in der American Division an. Von 2006 bis 2008 gehörten sie der Eastern Conference an. Seit 2009 wird die reguläre Saison in einer eingleisigen Liga gespielt.
| Long Island Lizards / New York Lizards |          |          |                         | |
| Jahr                                   | Gewonnen | Verloren | Reguläre Saison         | Playoff                                                                                               |
| 2001                                   | 10       | 4        | 1. (American Division)  | Halbfinalsieg gegen die Rochester Rattlers (13:12) Finalsieg gegen die Baltimore Bayhawks (15:11)     |
| 2002                                   | 9        | 5        | 1. (American Division)  | Halbfinalsieg gegen die New Jersey Pride (19:11) Finalniederlage gegen die Baltimore Bayhawks (13:21) |
| 2003                                   | 8        | 3        | 1. (American Division)  | Halbfinalsieg gegen die Boston Cannons (20:14) Finalsieg gegen die Baltimore Bayhawks (15:14, OT)     |
| 2004                                   | 6        | 6        | 3. (American Division)  | ---                                                                                                   |
| 2005                                   | 4        | 8        | 2. (American Division)  | Halbfinalsieg gegen die Boston Cannons (19:14) Finalniederlage gegen die Baltimore Bayhawks (9:15)    |
| 2006                                   | 5        | 7        | 4. (Eastern Conference) | ---                                                                                                   |
| 2007                                   | 4        | 4        | 4. (Eastern Conference) | ---                                                                                                   |
| 2008                                   | 5        | 7        | 5. (Eastern Conference) | ---                                                                                                   |
| 2009                                   | 6        | 6        | 3. (insgesamt)          | Halbfinalniederlage gegen die Toronto Nationals (13:14)                                               |
| 2010                                   | 7        | 5        | 3. (insgesamt)          | Halbfinalsieg gegen die Denver Outlaws (16:12) Finalniederlage gegen die Chesapeake Bayhawks (9:13)   |
| 2011                                   | 5        | 7        | 5. (insgesamt)          | ---                                                                                                   |
| 2012                                   | 8        | 6        | 4. (insgesamt)          | Halbfinalniederlage gegen die Denver Outlaws (12:13)                                                  |
| 2013                                   | 4        | 10       | 7. (insgesamt)          | ---                                                                                                   |
| 2014                                   | 9        | 5        | 3. (insgesamt)          | Halbfinalniederlage gegen die Denver Outlaws (13:14)                                                  |
| Insgesamt                              | 82       | 75       | 3-facher Sieger         | Playoff Rekord gesamt: 7:6                                                                            |